# Kościół Chrześcijański w Warszawie
Kościół Chrześcijański w Warszawie – wspólnota mieszcząca się w szerokich ramach ruchu zielonoświątkowo-charyzmatycznego, posiadająca swoje lokalne zgromadzenia w Warszawie, Świdniku, Lublinie. Obecnie nie należy do Aliansu Ewangelicznego.

## Historia
Kościół Chrześcijański w Warszawie powstał w 1996 roku. Od 2006 roku prowadzony przez pastora Maksymiliana Pyrę (który wywarł silny wpływ przy tworzeniu się tego Kościoła).

## Zbory
Zbory Kościoła Chrześcijańskiego:
- wspólnota w Warszawie pod nazwą Kościół Chrześcijański w Warszawie „Słowo Życia” (od 19.05.2013r)
- wspólnota w Świdniku pod nazwą Kościół Chrześcijański Wspólnota „Parakletos” w Świdniku (od 01.01.2010r)
- wspólnota w Lublinie: Kościół Chrześcijański „Jezus Zbawiciel” w Lublinie (od 01.03.2011r)